# Justicia vixspicata
Justicia vixspicata är en akantusväxtart som beskrevs av Gustav Lindau. Justicia vixspicata ingår i släktet Justicia och familjen akantusväxter. Inga underarter finns listade i Catalogue of Life.